# Ludwig Adolf Neugebauer
Ludwig Adolf Neugebauer (* 6. Mai 1821 in Dojutrów/Blizanów bei Kalisch; † 9. August 1890 in Berlin) war ein deutsch-polnischer und russischer Gynäkologe.

## Leben

### Herkunft und Familie
Die evangelische Familie stammte aus der Nähe von Oels und wanderte nach Kalisch am Anfang des 18. Jahrhunderts ein. Der Vater Ludwig Adolfs war Peter Heinrich Neugebauer, Seifensieder und Mühlenbesitzer in Dojutrów an der Prosna  bei Kalisch, dieser heiratete Elisabeth Neugebauer (die jüngste Tochter seines Vetters David Neugebauer).
Ludwig Adolf Neugebauer war mit Klara Schrötter verheiratet und bekam von ihr zwei Söhne: den Gynäkologen Franciszek Ludwik Neugebauer und den Chemiker Edmund Ludwik.

### Werdegang
Der Ludwig Adolf besuchte das renommierte Gymnasium in Brieg in Schlesien. 1841 begann er an der Kaiserlichen Universität Dorpat sein Medizinstudium, das er an der Universität Breslau fortsetzte, wo er 1845 promoviert und bis 1849 an der dortigen Geburtsklinik angestellt wurde. Für seine Dissertation, Systema venosum avium cum eo mammalium et imprimis hominis collatum (Breslau und Bonn 1845) hatte er eine Goldmedaille erhalten. 1849 kehrte er nach Kalisch zurück und war dort bis 1857 als praktizierender Privatarzt und ab 1850 als Leiter des Trinitätshospitals tätig. 1858 wurde er nach Warschau berufen als Dozent der Anatomie und später der Geburtshilfe an der Medizinischen Akademie, danach an der  Warschauer Hauptschule und schließlich an der russischen  Kaiserlichen Universität. 1862 wurde er auch zum Chefarzt am renommierten Heilig-Geist-Krankenhaus ernannt.

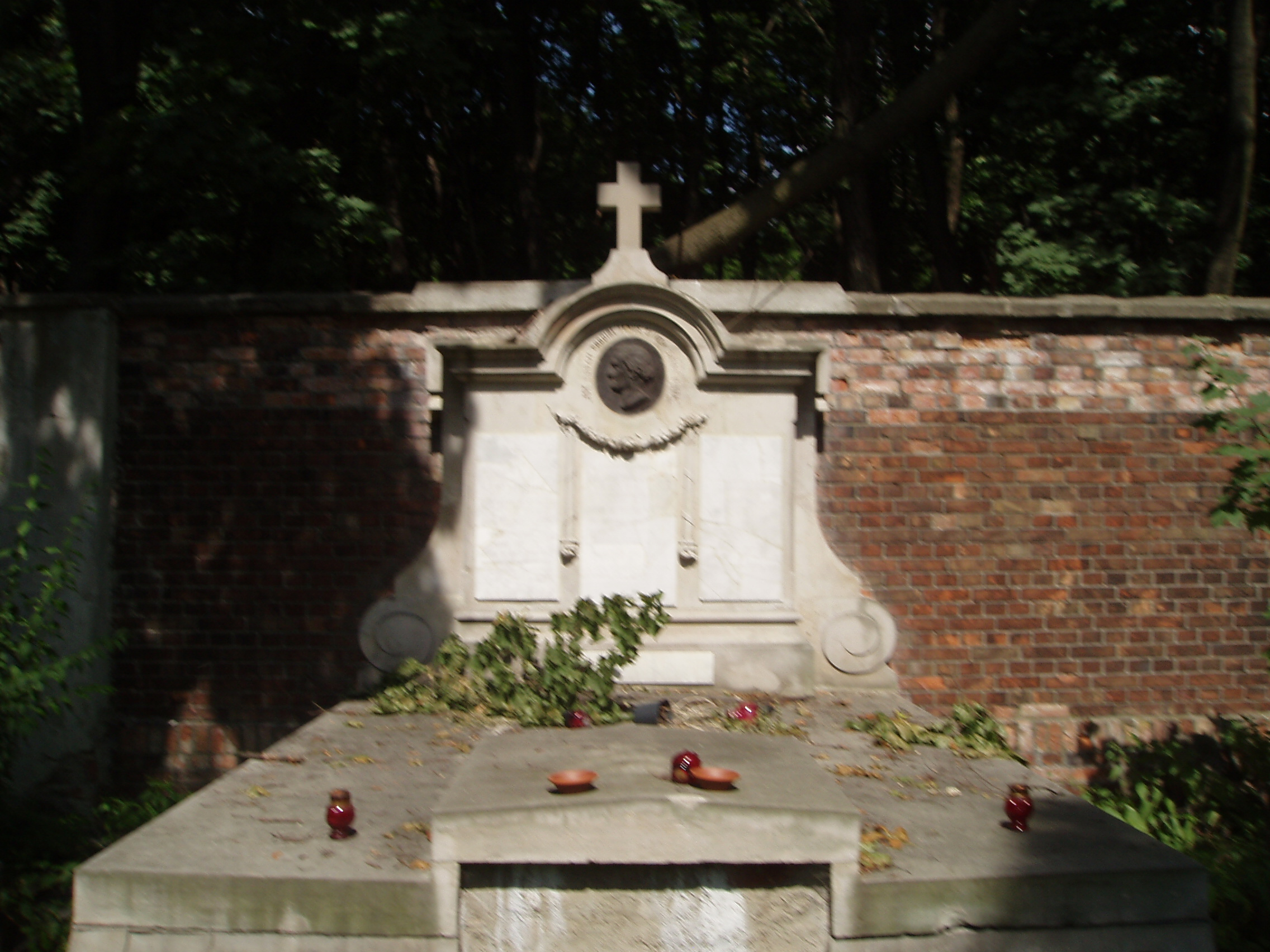
Das Grab der Neugebauers in Warschau

Neugebauer wurde bekannt als einer der Schöpfer der modernen Gynäkologie im Russischen Kaiserreich, als Erfinder neuer Operationsmethoden und -geräte. Er veröffentlichte über 175 wissenschaftliche Arbeiten aus dem Gebiet der Gynäkologie, zuerst in deutscher und lateinischer, ab 1850 auch in polnischer, und in den letzten Jahren in russischer Sprache, die er alle mit eigenhändigen Illustrationen versah. Neugebauer war Mitglied von über 30 in- und ausländischen wissenschaftlichen Gesellschaften. 1845 wurde er mit dem Beinamen Meckel II. in die Deutsche Akademie der Naturforscher Leopoldina aufgenommen. Er hinterließ eine riesige Bibliographie der Gynäkologie und Geburtshilfe, die alle Werke seit dem Altertum bis 1874 umfasste (nie herausgegeben und wahrscheinlich verschollen), und eine Arbeit zur Geschichte der eigenen Familie, Geschichte des Geschlechts Neugebauer aus  Ostrowine  in Schlesien (Breslau 1844), die er noch als  Breslauer Student verfasst hatte. Seine Büchersammlung testamentierte er der Warschauer Ärztekammer. Kurz vor dem Tode wurde er zum Universitätsprofessor ernannt. Er starb plötzlich während eines Kongresses in Berlin und wurde nach der Überführung der Leiche nach Warschau auf dem dortigen Evangelisch-Augsburgischen Friedhof begraben.